# Poospiza torquata
Poospiza torquata là một loài chim trong họ Thraupidae.